# Anna Galmarini
Anna Galmarini (Milano, 15 ottobre 1942 – Ashland, 28 gennaio 1997) è stata una pattinatrice artistica su ghiaccio italiana.

## Biografia
Nata a Milano nel 1942, iniziò a praticare il pattinaggio artistico su ghiaccio a 10 anni.
A 17 anni partecipò ai Giochi olimpici di Squaw Valley 1960, nel singolo, chiudendo nella top 10, 8ª con 1295 punti totali.
In carriera prese parte inoltre, sempre nel singolo, a 4 edizioni degli Europei (Vienna 1957, 18ª, Bratislava 1958, 10ª, Davos 1959, 11ª e Garmisch-Partenkirchen 1960, con il miglior risultato, 6ª) e 3 dei Mondiali (Parigi 1958, 21ª, Colorado Springs 1959, 9ª e Vancouver 1960, 10ª).
Ai campionati italiani vinse 4 ori consecutivi, dal 1957 al 1960, nell'individuale.
Qualche anno dopo il ritiro, avvenuto nel 1960, iniziò a esibirsi negli USA, prima con Holiday on Ice e poi con Ice Capades.
Morì all'inizio del 1997, a 54 anni.

## Risultati
| Internazionali            | Internazionali | Internazionali | Internazionali | Internazionali |
| Evento                    | 1957           | 1958           | 1959           | 1960           |
| ------------------------- | -------------- | -------------- | -------------- | -------------- |
| Giochi olimpici invernali |                |                |                | 8°             |
| Campionati mondiali       |                | 21°            | 9°             | 10°            |
| Campionati europei        | 19°            | 10°            | 11°            | 6°             |
| Nazionali                 |                |                |                |                |
| Campionati italiani       | 1°             | 1°             | 1°             | 1°             |